# Spencer (pel·lícula de 2021)
Spencer és una pel·lícula biogràfica dirigida per Pablo Larraín i escrita per Steven Knight. Narra una història fictícia de les decisions que van portar Diana de Gal·les a trencar el seu matrimoni amb el príncep Carles de Gal·les i a renunciar a la família reial britànica. La pel·lícula és protagonitzada per Kristen Stewart com a Diana, Timothy Spall, Jack Farthing, Sean Harris i Sally Hawkins. Ha estat doblada al català central i al valencià.
Spencer es va estrenar el 3 de setembre de 2021 a la 78a Mostra Internacional de Cinema de Venècia. També es va projectar al Festival de Cinema de Telluride i al Festival Internacional de Cinema de Toronto el setembre del mateix any. A més, es va projectar al Festival de Cinema de Londres, al Festival de Cinema de Filadèlfia, al Festival Internacional de Cinema de San Diego i al Festival de Cinema de Zuric.
Als cinemes es va estrenar el 5 de novembre de 2021. La pel·lícula va recaptar 18 milions de dòlars a tot el món i va rebre crítiques favorables que van elogiar l'actuació de Stewart. Per la seva interpretació de Diana, Stewart va ser nominada al Globus d'Or, al Premi de la Crítica Cinematogràfica i als Premis Oscar de 2021.

## Argument
Biopic de Lady Di que explica la història d'un cap de setmana crucial a principis dels anys 1990, quan la princesa Diana -de nom Diana Frances Spencer- va decidir que el seu matrimoni amb el príncep Carles no estava funcionant, i que necessitava desviar-se d'un camí que l'havia posat a primera fila per algun dia ser reina. El drama té lloc durant tres dies, en una de les seves últimes vacances de Nadal a la Casa de Windsor a la seva finca de Sandringham.

## Producció
El 17 de juny de 2020, Deadline Hollywood va informar que Pablo Larraín dirigiria Spencer, una pel·lícula basada en la vida de Diana de Gal·les, amb Kristen Stewart com a protagonista. Una setmana després, la companyia Neon va comprar els drets de distribució del film per 4 milions de dòlars.

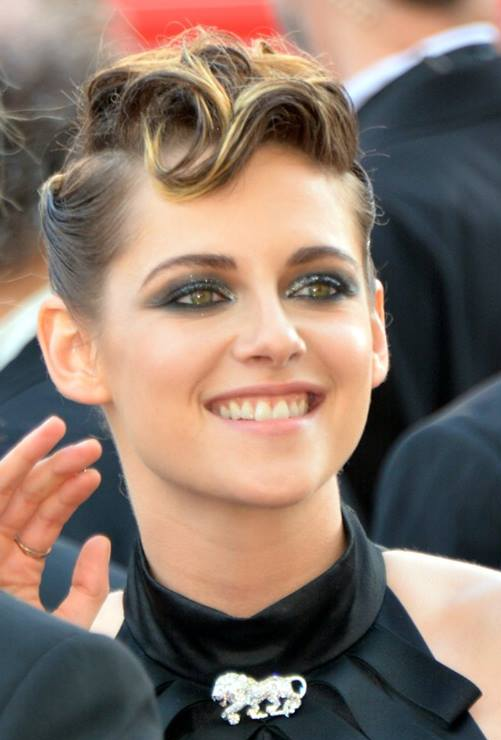
La interpretació de Kristen Stewart de Diana va ser objecte d'elogis i va rebre una nominació a l'Oscar a la millor actriu.

El rodatge va començar a l'hotel alemany Schlosshotel Kronberg el gener de 2021, amb Timothy Spall, Sally Hawkins i Sean Harris unint-se al repartiment. Posteriorment, la producció es va traslladar al palau Schloss Marquardt, al nord de la ciutat de Potsdam i al Palau de Nordkirchen. El rodatge va culminar oficialment el 27 d'abril del 2021.
El músic Jonny Greenwood va ser l'encarregat de compondre la banda sonora. La partitura va ser publicada per Mercury KX el 12 de novembre de 2021. Sharon Kelly va descriure la banda sonora afirmant que «la música de Jonny Greenwood per a la banda sonora de Spencer combina free-jazz i música barroc, en la línia de les aclamades partitures cinematogràfiques del compositor guanyador de premis per El fil invisible, Pous d'ambició i Norwegian wood».
Als Estats Units d'Amèrica i al Canadà la pel·lícula va recaptar 2,1 milions de dòlars en 996 sales de cinema en el seu primer cap de setmana. Projectada en 1.265 sales de cinema en el seu segon cap de setmana a Amèrica del Nord, la pel·lícula va recaptar 1,53 milions de dòlars.

## Reconeixements
| Premi                                                              | Data                    | Categoria                                    | Receptor(es)                                                   | Resultat  | Referències   |
| ------------------------------------------------------------------ | ----------------------- | -------------------------------------------- | -------------------------------------------------------------- | --------- | ------------- |
| Festival Internacional de Cinema de Venècia                        | 11 de setembre de 2021  | Lleó d'Or                                    | Pablo Larraín                                                  | Nominat   | [ 26 ]        |
| Festival de Cinema de Gant                                         | 12–23 d'octubre de 2021 | Selecció oficial                             | Spencer                                                        | Nominat   | [ 27 ]        |
| Premis Hamilton Behind the Camera                                  | 13 de novembre de 2021  | Millor director                              | Pablo Larraín                                                  | Guanyador | [ 28 ]        |
| Premis Sunset Circle                                               | 2 de desembre de 2021   | Millor pel·lícula                            | Spencer                                                        | Nominat   | [ 29 ]        |
| Premis Sunset Circle                                               | 2 de desembre de 2021   | Millor director                              | Pablo Larraín                                                  | Nominat   | [ 29 ]        |
| Premis Sunset Circle                                               | 2 de desembre de 2021   | Millor actriu                                | Kristen Stewart                                                | Guanyador | [ 29 ]        |
| Premis Sunset Circle                                               | 2 de desembre de 2021   | Millor guió                                  | Steven Knight                                                  | Nominat   | [ 29 ]        |
| Premis Sunset Circle                                               | 2 de desembre de 2021   | Millor banda sonora original                 | Jonny Greenwood                                                | Nominat   | [ 29 ]        |
| Premis Sunset Circle                                               | 2 de desembre de 2021   | Millor fotografia                            | Claire Mathon                                                  | Nominat   | [ 29 ]        |
| Associació de Crítics de Cinema de l'Àrea de Washington DC         | 6 de desembre de 2021   | Millor actriu                                | Kristen Stewart                                                | Guanyador | [ 30 ]        |
| Associació de Crítics de Cinema de l'Àrea de Washington DC         | 6 de desembre de 2021   | Millor banda sonora                          | Jonny Greenwood                                                | Nominat   | [ 30 ]        |
| Detroit Film Critics Society                                       | 6 de desembre de 2021   | Millor actriu                                | Kristen Stewart                                                | Nominat   | [ 31 ]        |
| Boston Society of Film Critics                                     | 12 de desembre de 2021  | Millor banda sonora original                 | Jonny Greenwood                                                | Guanyador | [ 32 ]        |
| Women Film Critics Circle                                          | 13 de desembre de 2021  | Millor actriu                                | Kristen Stewart                                                | Guanyador | [ 33 ]        |
| Associació de Crítics de Cine del Sud-est                          | 13 de desembre de 2021  | Millor actriu                                | Kristen Stewart                                                | Guanyador | [ 34 ]        |
| Associació de Crítics de Cinema de Chicago                         | 15 de desembre de 2021  | Millor actriu                                | Kristen Stewart                                                | Guanyador | [ 35 ]        |
| Associació de Crítics de Cinema de Chicago                         | 15 de desembre de 2021  | Millor banda sonora original                 | Jonny Greenwood                                                | Nominat   | [ 35 ]        |
| Associació de Crítics de Cinema de Chicago                         | 15 de desembre de 2021  | Millor disseny de vestuari                   | Jacqueline Durran                                              | Guanyador | [ 35 ]        |
| Associació de Crítics de Cinema de Los Angeles                     | 18 de desembre de 2021  | Millor música                                | Jonny Greenwood                                                | Nominat   | [ 36 ]        |
| Associació de Crítics de Cinema de San Louis                       | 19 de desembre de 2021  | Millor actriu                                | Kristen Stewart                                                | Guanyador | [ 37 ]        |
| Associació de Crítics de Cinema de San Louis                       | 19 de desembre de 2021  | Millor banda sonora                          | Jonny Greenwood                                                | Nominat   | [ 37 ]        |
| Associació de Crítics de Cinema de San Louis                       | 19 de desembre de 2021  | Millor disseny de vestuari                   | Jacqueline Durran                                              | Nominat   | [ 37 ]        |
| Associació de Crítics de Cinema de Dallas-Fort Worth               | 20 de desembre de 2021  | Millor actriu                                | Kristen Stewart                                                | Guanyador | [ 38 ]        |
| Cercle de Crítics de Cinema de Dublín                              | 21 de desembre de 2021  | Millor actriu                                | Kristen Stewart                                                | Nominat   | [ 39 ]        |
| Cercle de Crítics de Cinema de Dublín                              | 21 de desembre de 2021  | Millor fotografia                            | Claire Mathon                                                  | Nominat   | [ 39 ]        |
| Cercle de Crítics de Cinema de Florida                             | 22 de desembre de 2021  | Millor actriu                                | Kristen Stewart                                                | Nominat   | [ 40 ]        |
| Cercle de Crítics de Cinema de Florida                             | 22 de desembre de 2021  | Millor fotografia                            | Claire Mathon                                                  | Nominat   | [ 40 ]        |
| Festival Internacional de Cinema de Palm Springs                   | 6 de gener de 2022      | Premi Spotlight - Actriu                     | Kristen Stewart                                                | Guanyador | [ 41 ]        |
| Premis Globus de Oro                                               | 9 de gener de 2022      | Millor actriu dramàtica                      | Kristen Stewart                                                | Nominat   | [ 42 ]        |
| Societat de Crítics de Cinema de San Diego                         | 10 de gener de 2022     | Millor actriu                                | Kristen Stewart                                                | Nominat   | [ 43 ]        |
| Cercle de Crítics de Cinema de l'Àrea de la Badia de San Francisco | 10 de gener de 2022     | Millor actriu                                | Kristen Stewart                                                | Nominat   | [ 44 ]        |
| Cercle de Crítics de Cinema de l'Àrea de la Badia de San Francisco | 10 de gener de 2022     | Millor banda sonora original                 | Jonny Greenwood                                                | Nominat   | [ 44 ]        |
| Associació de Crítics de Cinema de Austin                          | 11 de gener de 2022     | Millor actriu                                | Kristen Stewart                                                | Nominat   | [ 45 ]        |
| Associació de Crítics de Cinema de Austin                          | 11 de gener de 2022     | Millor banda sonora original                 | Jonny Greenwood                                                | Nominat   | [ 45 ]        |
| Georgia Film Critics Association                                   | 14 de gener de 2022     | Millor actriu                                | Kristen Stewart                                                | Nominat   | [ 46 ]        |
| Georgia Film Critics Association                                   | 14 de gener de 2022     | Millor banda sonora original                 | Jonny Greenwood                                                | Nominat   | [ 46 ]        |
| Associació de Crítics de Cinema de Toronto                         | 16 de gener de 2022     | Millor actriu                                | Kristen Stewart                                                | Nominat   | [ 47 ]        |
| Societat de Crítics de Cine de Seattle                             | 17 de gener de 2022     | Millor actriu en un paper principal          | Kristen Stewart                                                | Guanyador | [ 48 ]        |
| Societat de Crítics de Cine de Seattle                             | 17 de gener de 2022     | Millor disseny de vestuari                   | Jacqueline Durran                                              | Nominat   | [ 48 ]        |
| Societat de Crítics de Cine de Seattle                             | 17 de gener de 2022     | Millor banda sonora original                 | Jonny Greenwood                                                | Nominat   | [ 48 ]        |
| Societat de Crítics de Cinema de Denver                            | 17 de gener de 2022     | Millor actriu                                | Kristen Stewart                                                | Guanyador | [ 49 ]        |
| Societat de Crítics de Cinema de Denver                            | 17 de gener de 2022     | Millor banda sonora                          | Jonny Greenwood                                                | Nominat   | [ 49 ]        |
| Premis de la Societat de Crítics de Cinema de Houston              | 19 de gener de 2022     | Millor actriu                                | Kristen Stewart                                                | Nominat   | [ 50 ]        |
| Premis de la Societat de Crítics de Cinema de Houston              | 19 de gener de 2022     | Millor banda sonora original                 | Jonny Greenwood                                                | Nominat   | [ 50 ]        |
| Premis de la Societat de Crítics de Cine en Línia                  | 24 de gener de 2022     | Millor actriu                                | Kristen Stewart                                                | Nominat   | [ 51 ]        |
| Premis de la Societat de Crítics de Cine en Línia                  | 24 de gener de 2022     | Millor banda sonora original                 | Jonny Greenwood                                                | Nominat   | [ 51 ]        |
| Premis de la Societat de Crítics de Cine en Línia                  | 24 de gener de 2022     | Millor disseny de vestuari                   | Spencer                                                        | Nominat   | [ 51 ]        |
| Aliança de Dones Periodistes de Cinema                             | 25 de gener de 2022     | Millor actriu                                | Kristen Stewart                                                | Nominat   | [ 52 ]        |
| Premios AACTA                                                      | 26 de gener de 2022     | Millor actriu                                | Kristen Stewart                                                | Nominat   | [ 53 ]        |
| Premios AACTA                                                      | 26 de gener de 2022     | Millor actriu de repartiment                 | Sally Hawkins                                                  | Nominat   | [ 53 ]        |
| London Film Critics Circle                                         | 6 de febrer de 2022     | Actriu de l'any                              | Kristen Stewart                                                | Nominat   | [ 54 ]        |
| Societat Internacional de Cinèfils                                 | 6 de febrer de 2022     | Millor pel·lícula                            | Spencer                                                        | Nominat   | [ 55 ]        |
| Societat Internacional de Cinèfils                                 | 6 de febrer de 2022     | Millor actriu                                | Kristen Stewart                                                | Nominat   | [ 55 ]        |
| Societat Internacional de Cinèfils                                 | 6 de febrer de 2022     | Millor fotografia                            | Claire Mathon                                                  | Nominat   | [ 55 ]        |
| Societat Internacional de Cinèfils                                 | 6 de febrer de 2022     | Millor banda sonora                          | Jonny Greenwood                                                | Nominat   | [ 55 ]        |
| Hollywood Critics Association                                      | 28 de febrer de 2022    | Millor pel·lícula                            | Spencer                                                        | Nominat   | [ 56 ]        |
| Hollywood Critics Association                                      | 28 de febrer de 2022    | Millor director                              | Pablo Larraín                                                  | Nominat   | [ 56 ]        |
| Hollywood Critics Association                                      | 28 de febrer de 2022    | Millor actriu                                | Kristen Stewart                                                | Guanyador | [ 56 ]        |
| Hollywood Critics Association                                      | 28 de febrer de 2022    | Millor disseny de vestuari                   | Jacqueline Durran                                              | Nominat   | [ 56 ]        |
| Hollywood Critics Association                                      | 28 de febrer de 2022    | Millor banda sonora original                 | Jonny Greenwood                                                | Nominat   | [ 56 ]        |
| Hollywood Critics Association                                      | 28 de febrer de 2022    | Millor fotografia                            | Claire Mathon                                                  | Nominat   | [ 56 ]        |
| Hollywood Critics Association                                      | 28 de febrer de 2022    | Millor disseny de producció                  | Guy Hendrix Dyas i Yesim Zolan                                 | Nominat   | [ 56 ]        |
| Hollywood Critics Association                                      | 28 de febrer de 2022    | Millor pel·lícula indie                      | Spencer                                                        | Nominat   | [ 56 ]        |
| Premis de la Crítica Cinematogràfica                               | 13 de març de 2022      | Millor actriu                                | Kristen Stewart                                                | Nominat   | [ 57 ]        |
| Premis de la Crítica Cinematogràfica                               | 13 de març de 2022      | Millor compositor de banda sonora            | Jonny Greenwood                                                | Nominat   | [ 57 ]        |
| Premis Dorian                                                      | 17 de març de 2022      | Millor actuació cinematogràfica              | Kristen Stewart                                                | Guanyador | [ 58 ] [ 59 ] |
| Premis Dorian                                                      | 17 de març de 2022      | Millor música de cinema                      | Jonny Greenwood                                                | Nominat   | [ 58 ] [ 59 ] |
| Premis Oscar                                                       | 27 de març de 2022      | Millor actriu                                | Kristen Stewart                                                | Nominat   | [ 60 ]        |
| Premis de Cinema Gold Derby                                        | 16 de març de 2022      | Millor actriu                                | Kristen Stewart                                                | Guanyador | [ 61 ] [ 62 ] |
| Premis de Cinema Gold Derby                                        | 16 de març de 2022      | Millor fotografia                            | Claire Mathon                                                  | Nominat   | [ 61 ] [ 62 ] |
| Premis de Cinema Gold Derby                                        | 16 de març de 2022      | Millor disseny de vestuari                   | Jacqueline Durran                                              | Nominat   | [ 61 ] [ 62 ] |
| Premis de Cinema Gold Derby                                        | 16 de març de 2022      | Millor maquillatge i perruqueria             | Wakana Yoshihara, Sian Wilson, Stacey Panepinto i Nicola Isles | Nominat   | [ 61 ] [ 62 ] |
| Premis de Cinema Gold Derby                                        | 16 de març de 2022      | Millor banda sonora original                 | Jonny Greenwood                                                | Nominat   | [ 61 ] [ 62 ] |
| Premis Satellite                                                   | 2 d'abril de 2022       | Millor pel·lícula dramàtica                  | Spencer                                                        | Pendent   | [ 63 ]        |
| Premis Satellite                                                   | 2 d'abril de 2022       | Millor actriu en una pel·lícula dramàtica    | Kristen Stewart                                                | Pendent   | [ 63 ]        |
| Premis Satellite                                                   | 2 d'abril de 2022       | Millor direcció d'art i disseny de producció | Guy Hendrix Dyas i Yesim Zolan                                 | Pendent   | [ 63 ]        |
| Premis Satellite                                                   | 2 d'abril de 2022       | Millor disseny de vestuari                   | Jacqueline Durran                                              | Pendent   | [ 63 ]        |
| Premis Satellite                                                   | 2 d'abril de 2022       | Millor banda sonora original                 | Jonny Greenwood                                                | Pendent   | [ 63 ]        |